# كلفة شمسية
الكلفة الشمسية أو البقعة الشمسية (بالإنجليزية: Sunspot) هي بقع على سطح الشمس -الغلاف الضوئي Photosphere - تتميز بدرجة حرارة منخفضة عن المناطق المحيطة بها وبنشاط مغناطيسي مكثف يمنع حمل الحرارة، مكونا مناطق ذات حرارة سطحية منخفضة. وبالرغم من كونها مناطق شديدة السطوع إلا أن الفرق بين درجة حرارتها، التي تبلغ حوالي 4000-4500 كلفن وحرارة سطح الشمس عموما (5700 كلفن)، تجعلها تظهر كبقع مظلمة. ولو نظرنا إلى هذه البقع بمعزل عن الغلاف الضوئي المحيط بها لبدت أكثر سطوعا من المصباح القوسي. ولقد بلغت البقع الشمسية حدا أدنى خلال دورة الكلف الشمسية في عام 2009م. نسخة محفوظة 29 يناير 2006 على موقع واي باك مشين.

## التكوين
تتكون البقع الشمسية على فترات تمتد من أيام إلى أسابيع، ويمكن أن تتمتد لأشهر، متوسط عدد البقع الشمسية التي يمكن رؤيتها على سطح الشمس ليس دائما نفسها، لكن يذهب صعودا وهبوطا في الدورة الشمسية الواحدة. 
يعتبر الحد الأقصى للطاقة الشمسية أو الطاقة الشمسية القصوى هي فترة النشاط الشمسي الأكبر في الدورة الشمسية للشمس، إذ تبلغ مدة الدورة الشمسية الواحدة حوالي 11 عاماً. تتكون البقع الشمسية من جزأيين: 
- الجزء المظلم (اومبرا)
- الجزء حول الجزء المظلم ( بينومبرا)

## سطح الشمس
الشمس عبارة عن نجم مكون من غاز ساخن جدا، والطبقة الخارجية للشمس هي التي تسمى المتكور المضئ (الفوتوسفير) وهي سطح الشمس المضيء، وتصل درجة حرارته 5800 درجة كلفن، ويبدو حبيبيا خشنا كأنه مكون من ملايين الحبات من حبة الأرز، ناشئة عن الحمل الحراري الذي يحدث في طبقة تحت السطح تنتقل فيها الحرارة من باطن الشمس إلى السطح. وتظهر البقع دوريا على سطح الشمس كل نحو 11 سنة، وتكثر البقع الشمسية في المناطق الوسطية من الشمس. ومناطق البقع الشمسية تتميز بدرجة حرارة أقل من المناطق الشاملة للسطح (تبلغ 4500 كلفن تحيطها مناطق تبلغ حرارتها 5800 كلفن). والبقع عبارة عن ثقوب في سطح الشمس يتدفق منها الغاز والحرارة والإشعاع من داخلها تحت تأثير المجال المغناطيسي، وتسمى هذه البقع كلف الشمس.
تدور الشمس حول محورها تماما مثل ما تفعل الأرض، ويوجد مظاهر شمسية على الشمس مثل مناطق البقع الشمسية التي تتبع حركة دوران الشمس، وهذا يعني أن البقع الشمسية تنتقل عبر القرص الشمسي من الشرق إلى الغرب كما تتم رؤيتها من الأرض. 
وتأخذ البقع الشمسية حوالي أسبوعين للانتقال من الطرف الشرقي إلى الطرف الغربي على سطح الشمس. الشمس ليس النجم الوحيد الذي يحدث على سطحه بقع شمسية، وقد تمكن علماء الفلك من اكتشاف بعض البقع النجمية على النجوم الأخرى.

## البقع الشمسية
ويكون عدد هذه البقع الشمسية أكثر منه في أحيان أخرى، وفي مدى كل عشر سنوات أو إحدى عشر سنة، كما في السنوات 1937م، 1947م، 1958م. وقد تمكن العلماء مشاهدة وجود بقع من كلف الشمس بأعداد كبيرة جدا.
ولهذه الكلف السوداء التي تقع على سطح الشمس أشكال متنوعة، وإذا واصلنا مراقبتها يوما بعد الآخر وجدنا إنها تتحرك على سطح الشمس، ولكن هذا يدل في حقيقته على دوران الشمس حول نفسها، وبمراقبة الكلف الشمسية تمكن العلماء من حساب سرعة دوران الشمس حول محورها، والوقت الذي تستغرقه لذلك.
من الممكن أن تحتوي الشمس على مئات البقع الشمسية في فترات، ومن الممكن أن لا تحتوي على أيٍ منها خلال فترات أخرى. وذلك عائدُ إلى أن البقع الشمسية لها دورات تظهر من خلالها وهذه الدورات تحدث خلال 11 سنة. فعلى سبيل المثال للدورة: خلال السنة الأولى لا تحتوي الشمس على أي بقع وبعد خمس سنوات ونصف سوف تحتوي الشمس على أعلى عدد من البقع وتقل تلك البقع حتى اختفاء البقع بعد خمس سنوات ونصف أخرى.

## اكتشاف الكلف الشمسي
قديما حوالي سنة 28 قبل الميلاد عمل أحد علماء الفلك الصينيين الذي كان يسجل أي حركة غير عادية وملحوظة تظهر في السماء على تسجيل وجود بقع داكنة من وقت لأخر على وجه الشمس، ولقد أكدت المراقبة بالمقراب لاحقا في سنة 1611م، أن هذه البقع موجودة حقا رغم أن طبيعتها ظلت غامضة.
ومنذ تلك الأيام علمت المراقبة المنتظمة علماء الفضاء الكثير عن البقع الشمسية التي هي برهان مرئي على النشاط المتواصل للغلاف الشمسي فوتوسفير أو السطح المرئي للشمس. ويتراوح قطر هذه البقع بين 960 كلم إذا كانت منفردة و96 ألف كلم إذا كانت مجموعة بقع. وأكبر مجموعة بقع شمسية تم تسجيل وجودها حتى اليوم في شهر ابريلمن عام 1947، حيث كان قطرها حوالي 130 ألف كلم.
والبقعة الشمسية هي في الواقع مساحة من الغاز تكون أبرد من المساحة المحيطة بها من السطح المرئي للشمس ويظن أنها ناتجة عن حقول مغناطيسية قوية تسد التدفق الخارجي للحرارة إلى الغلاف الضوئي (سطح الشمس) من داخلها. وتتكون هذه البقع من مواضع مظلمة نسبيا، تبلغ درجة حرارتها نحو 4000 درجة كلفن (K) أي ما يقارب 3700 درجة مئوية، بعضها يكون شبه مظلم تبلغ حرارته 5500 درجة كلفن، هذا بالمقارنة بدرجة حرارة سطح الشمس البالغة 5700 كلفن.

## القوة المغناطيسية
المجالات المغناطيسية الواقعة على السطح المرئي (الفوتوسفير) للشمس والتي تولد البقع الشمسية قوية للغاية تبلغ عشرة آلاف مرة أقوى من المجال المغناطيسي لسطح الأرض، ويتطور مركز نشاط البقعة الشمسية على عدة مراحل بدءا من تكوين مجال مغناطيسي ثنائي القطب مرفق عادة بظهور مفاجئ لبقعة براقة صغيرة تسمى الشعلة Faculae أو بتعبير علمي صيخدا الشمس، وكلمة Faculae المستمدة من كلمة لاتينية تعني المشاعل هي صياخد الشمس وتم اكتشافها باكراً في القرن السابع عشر من جانب عالم فلك ألماني اسمه كريستوف شاينر وتعرف هذه البقع الآن بأنها عبارة عن سحابات غازية مضيئة مكونة أساساً من الهيدروجين وتقع فوق السطح المرئي للشمس قليلا.
وتكمن العلاقة بين المجال المغناطيسي وظهور البقع الشمسية في أن القوة المغناطيسية والتي تظهر على هيئة خطوط مغناطيسية تمنع تدفق البلازما شديدة الحرارة من دخول منطقة الواقع عليها المجال وبالتالي تنخفض درجة حرارة تلك المنطقة عن ماحولها، فتظهر على هيئة بقع شمسية.

## معرض صور

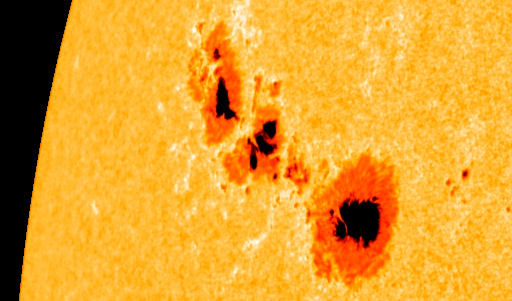
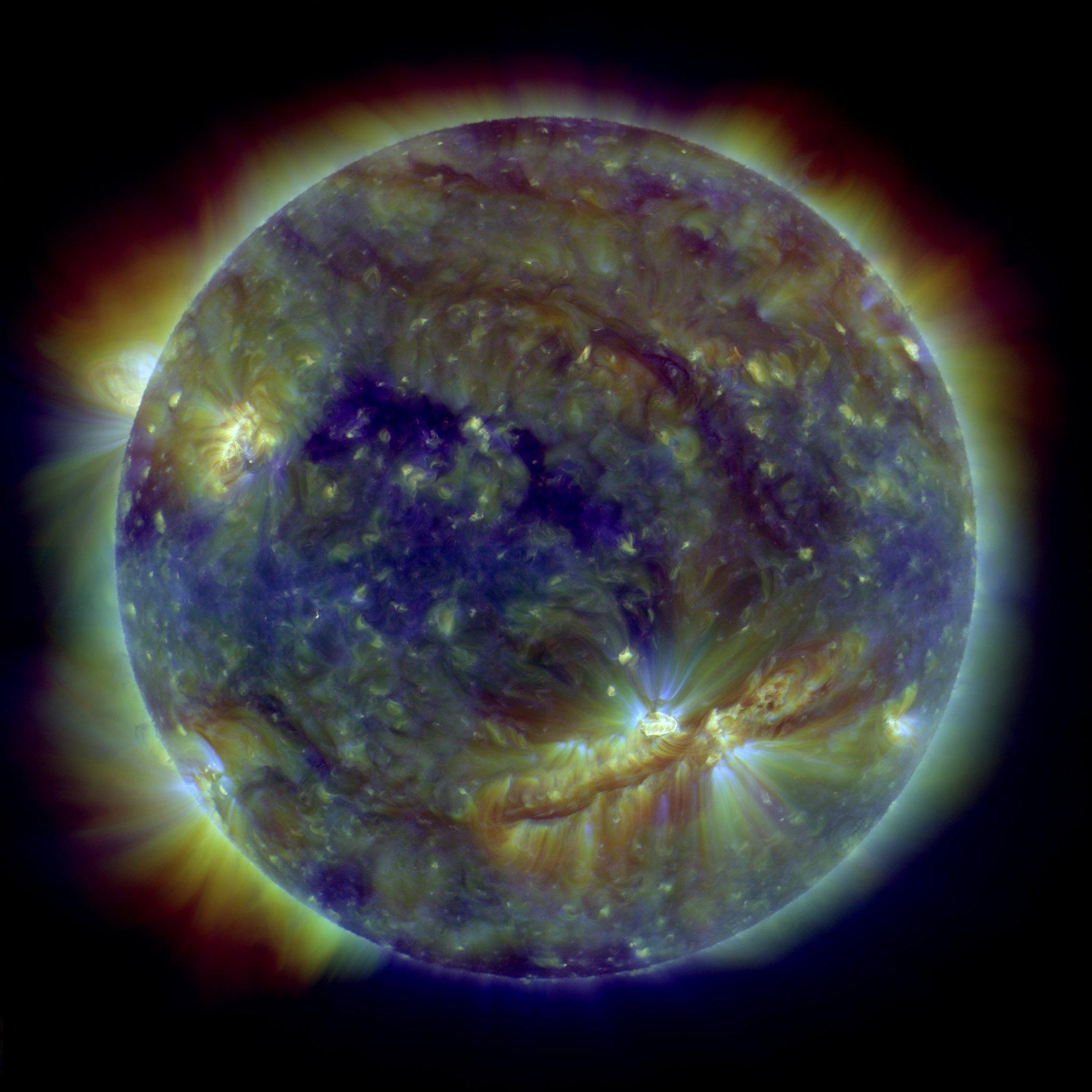
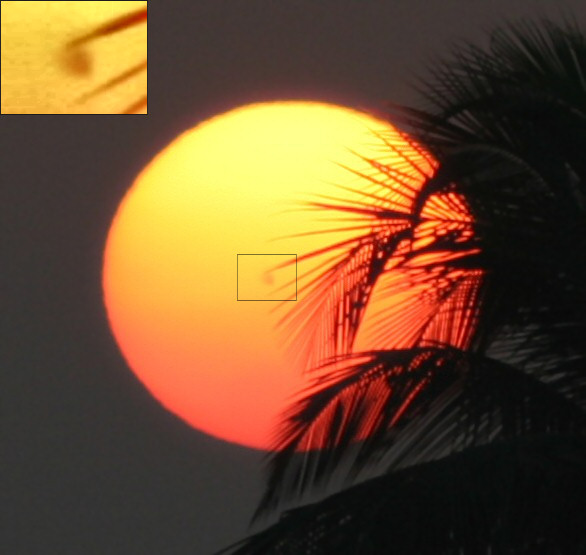
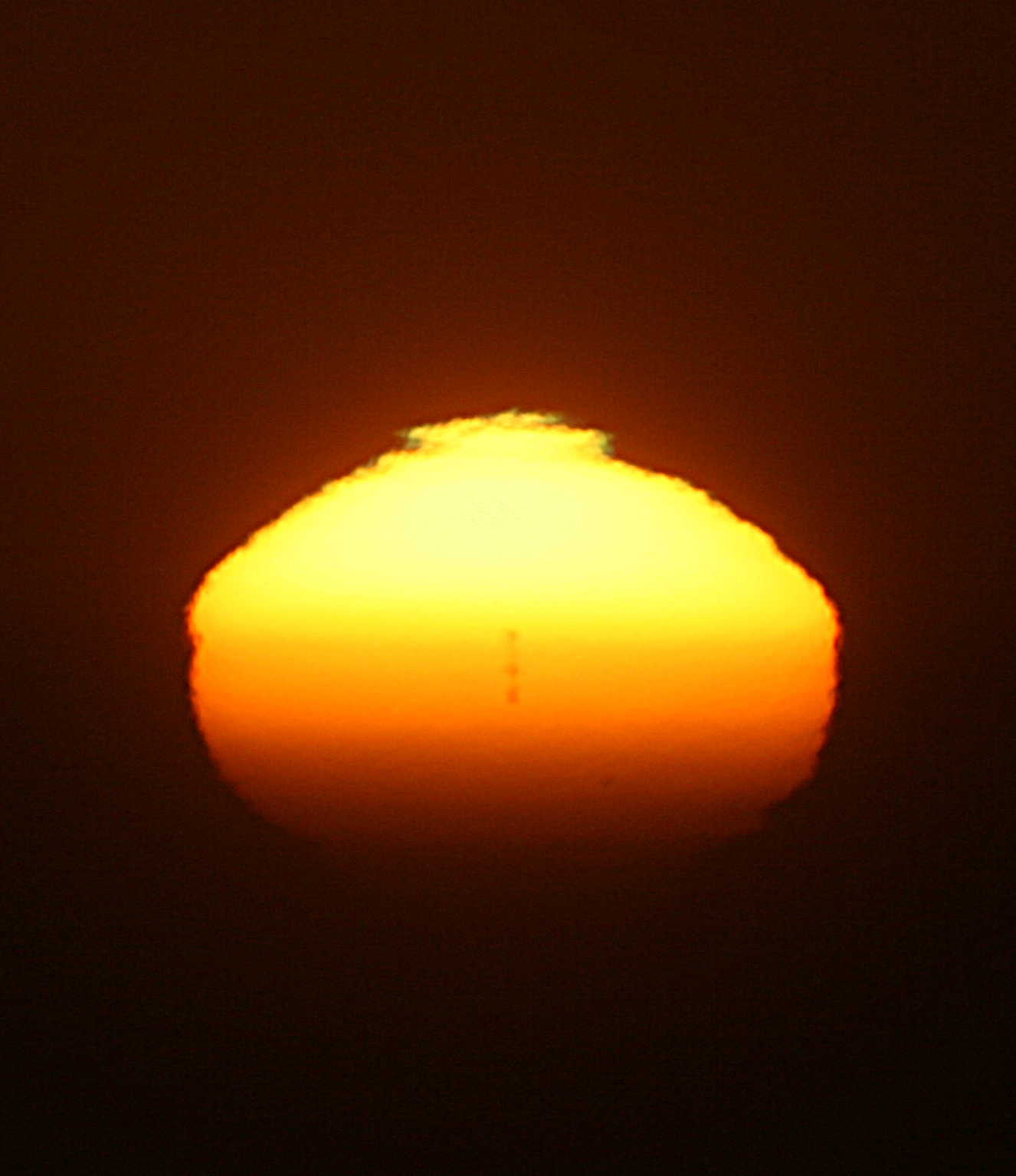
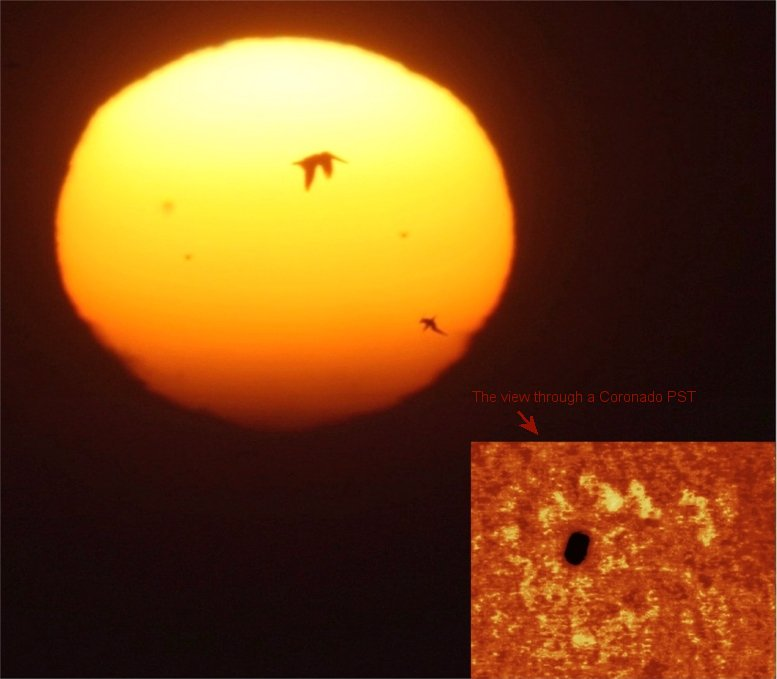

## اقرأ أيضا
- التعايش مع نجم
- هيدروديناميكا مغناطيسية
- نشاط شمسي
- استشعار عن بعد
- تلسكوب شمسي
- مسبار فضائي
- الشمس
- مقراب جيمس ويب الفضائي
- مرصد كيك
- مقراب سبيتزر الفضائي
- مرصد هابل الفضائي
- مرصد شاندرا الفضائي للأشعة السينية
- سوهو (مسبار شمسي)